# (467012) 2016 CM131
(467012) 2016 CM131 es un asteroide perteneciente al cinturón de asteroides descubierto por el Mount Lemmon Survey el 29 de marzo de 2011 desde el Observatorio del Monte Lemmon.